# Tảo Cường
Tảo Cường (chữ Hán giản thể: 枣强县) là một huyện thuộc địa cấp thị Hành Thủy, tỉnh Hà Bắc, Cộng hòa Nhân dân Trung Hoa. Huyện này có diện tích 903 ki-lô-mét vuông, dân số 3870.000 người. Mã số bưu chính là 053100. Huyện lỵ đóng tại trấn Tảo Cường. Về mặt hành chính, huyện được chia thành 6 trấn, 5 hương.
- Trấn: Tảo Cường, Đại Doanh, Mã Đồn, Tiêu Trương, Ân Thái, Gia Hội.
- Hương: Đường Lâm, Vương Thường, Cương Quân, Tân Đồn, Trương Tú Đồn.